# Frauenorte

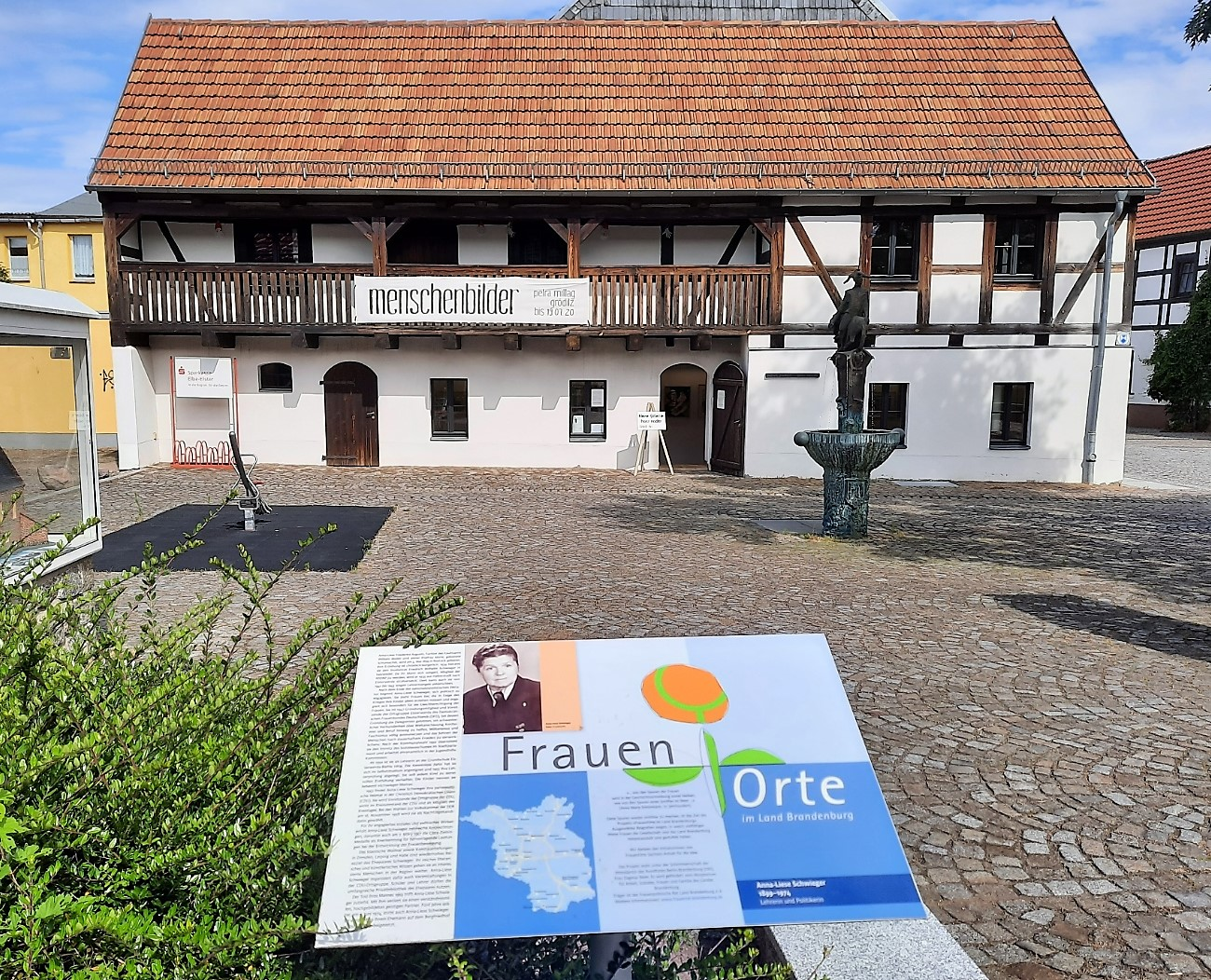
Frauenorte-Ehrentafel für Anna-Liese Schwieger vor der Kleinen Galerie in Elsterwerda (2020)

Frauenorte ist der Name von unterschiedlichen Projekten, durch die Frauen in Deutschland und ihr Lebenswerk als historische Vorbilder geehrt werden.
An den Stätten, an denen die Frauen aktiv waren, sind Tafeln angebracht, die über das Wirken der jeweiligen Frauen informieren. Auf Länderebene existieren derzeit Projekte in Brandenburg, Bremen, Hamburg, Niedersachsen, Nordrhein-Westfalen, Sachsen und Sachsen-Anhalt. Träger sind die jeweiligen Landesfrauenräte bzw. in Sachsen-Anhalt der VereinCourage e. V. Halle. In Freiburg im Breisgau gibt es zudem ein lokales Projekt. Durch die Projekte lässt sich erstmals landesweit Stadt- und Regionalgeschichte mit Bezug auf historische Frauenpersönlichkeiten wahrnehmen.

## Geschichte und Konzeption
Die Projektidee entstand auf Anregung der Sachsen-Anhalt-Frauen-Initiativ-Runde (SAFIR) in Vorbereitung der EXPO 2000 in der Region Sachsen-Anhalt. Ebenfalls in Sachsen-Anhalt wurden die ersten Orte zu Frauenorten ernannt. Die erste Tafel wurde am 31. Mai 2000 an der Kindertagesstätte „Rotkäppchen“ Zörbig angebracht.
Angeregt durch das Projekt in Sachsen-Anhalt sind ähnliche Projekte 2008 in Niedersachsen, 2010 in Brandenburg, 2016 in Sachsen und 2022 in Nordrhein-Westfalen entstanden.
Aufgrund der unterschiedlichen Trägerschaft weisen die Projekte in ihrer Konzeption und zeitlichen Schwerpunktsetzung Unterschiede auf. Während in Sachsen-Anhalt eher der genius loci, der „Geist des Ortes“ im Vordergrund steht, sodass bei den Bezeichnungen der jeweiligen Orte nicht immer auf Anhieb klar ist, welche Frauen geehrt werden sollen, wird der Bezug zu den zu ehrenden Frauen in Brandenburg, Niedersachsen und Sachsen bereits durch die Benennung der historischen Frauenpersönlichkeiten des jeweiligen Ortes deutlich. Die Projekte in Brandenburg, Niedersachsen, Sachsen und Sachsen-Anhalt spannen einen zeitlichen Bogen von ca. 1000 Jahren Landesgeschichte. Die Hamburger Frauenorte konzentrieren sich hingegen auf das Sichtbarmachen von Frauen, Vereinen und Aktionen der Hamburger Frauenbewegung von Mitte des 19. Jahrhunderts bis Ende der 1990er Jahre. Auch die lokalen Angebote unterscheiden sich und reichen von Informationstafeln bis zu kulturhistorischen Angeboten an den jeweiligen Orten. Über die FrauenOrte Sachsen-Anhalts erschien eine zweibändige Publikation mit thematischen Beiträgen.

## Standorte

### Brandenburg
- Altglobsow: Johanna Louise Pirl
- Bad Belzig: Helga Kroening
- Bad Freienwalde: Erna Kretschmann

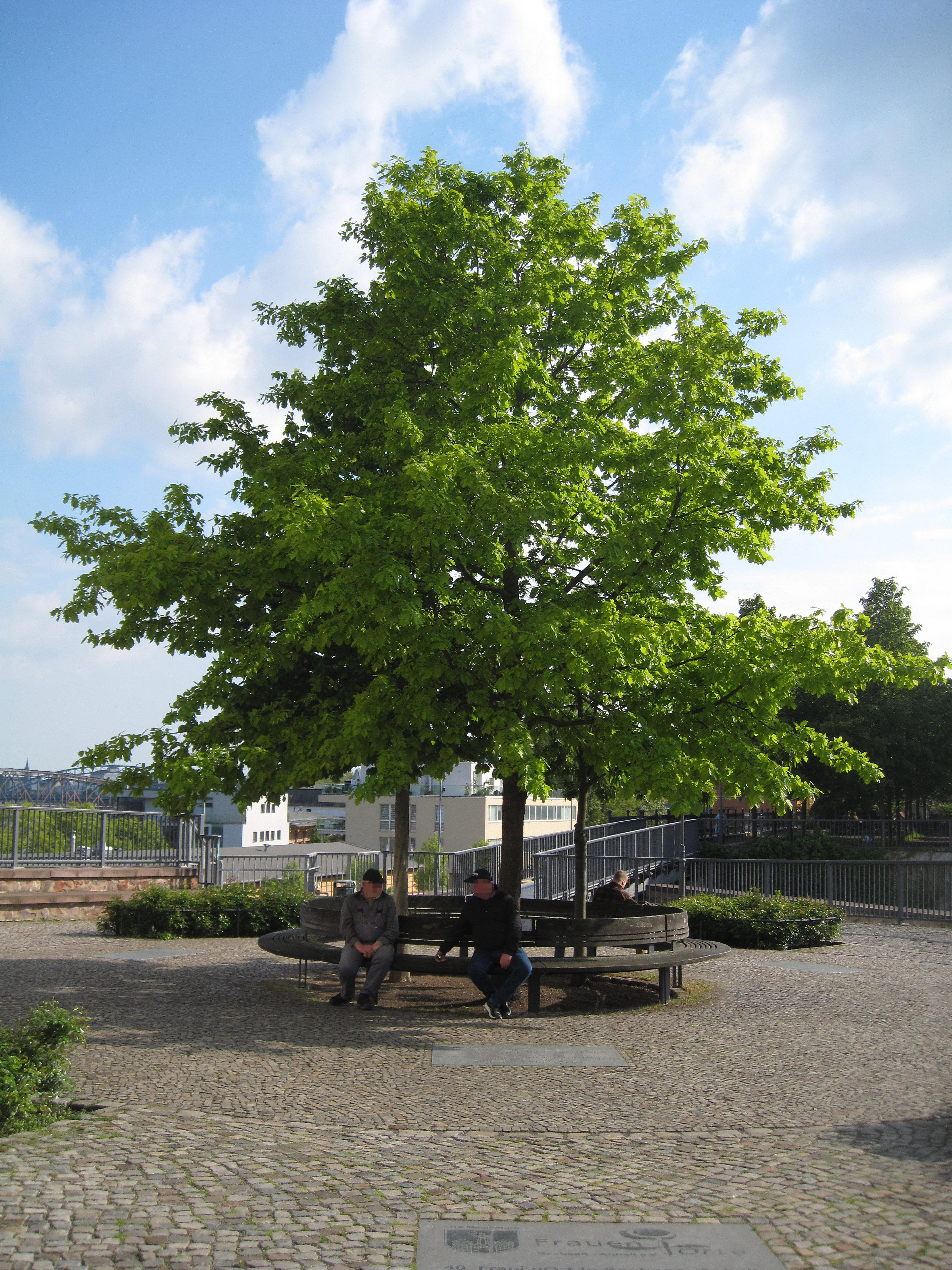
FrauenOrt am Fürstenwall in Magdeburg, an dem mit in den Boden eingelassenen Informationstafeln an die Geschichte der Ottonenfrauen erinnert wird

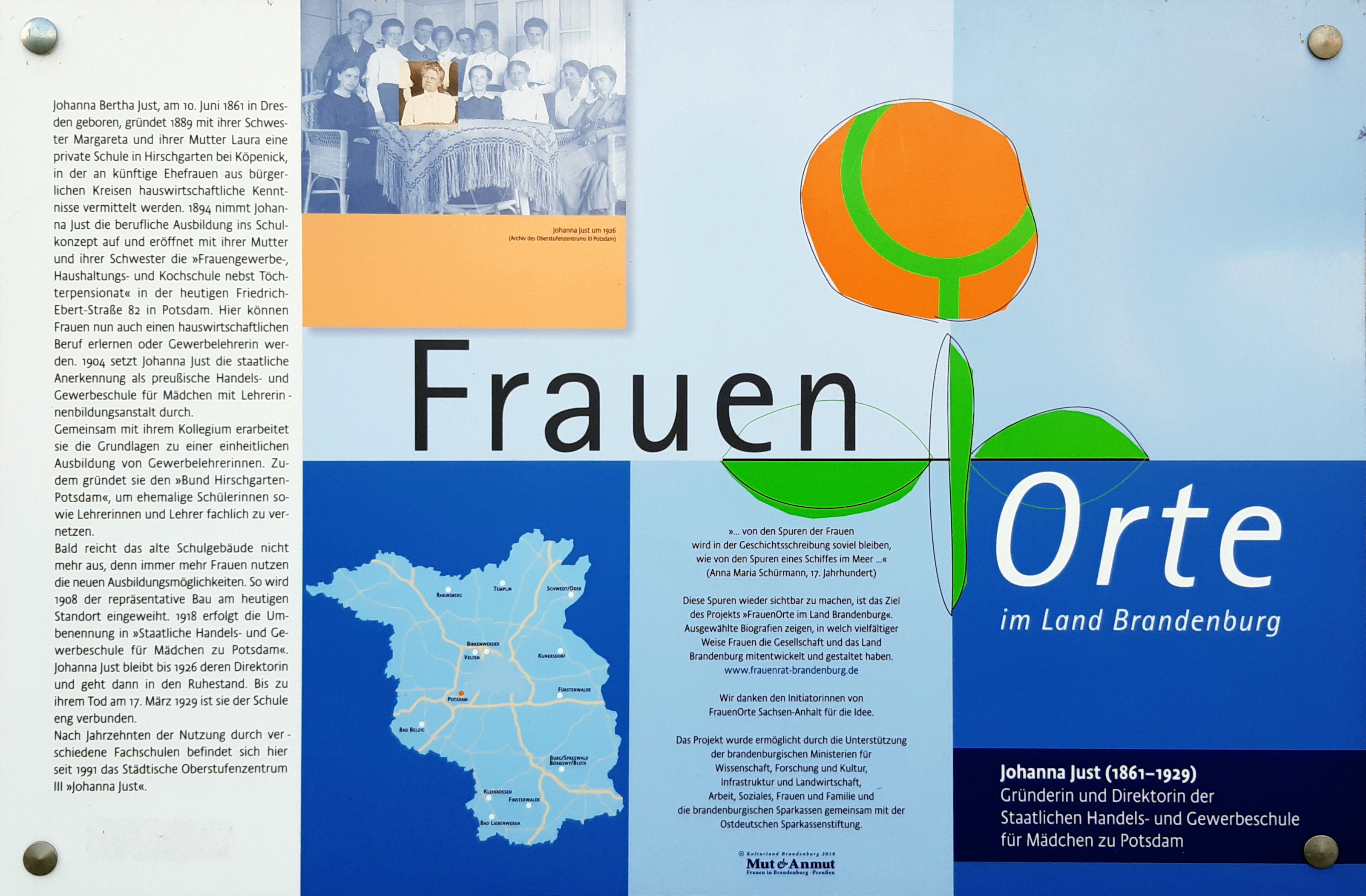
Frauenorte-Ehrentafel für Johanna Just am Oberstufenzentrum III in Potsdam

- Bad Liebenwerda: Euphemia von Oels/Herzogin Offka
- Birkenwerder: Clara Zetkin
- Brandenburg an der Havel: Gertrud von Saldern
- Burg (Spreewald): Mina Witkojc
- Caputh: Clara von Simson
- Caputh: Gertrud Feiertag
- Cottbus: Die ersten weiblichen Stadtverordneten in Cottbus 1919, Machbuba
- Eisenhüttenstadt: Regine Hildebrandt
- Elsterwerda: Anna-Liese Schwieger
- Finsterwalde: Elise Taube
- Frankfurt (Oder): Ulrike von Kleist
- Frankfurt (Oder): Justine Siegemundin
- Fürstenwalde/Spree: Clara Grunwald
- Geltow: Marie Goslich
- Guben: Maria Margaretha Kirch
- Heckelberg-Brunow OT Beerbaum: Sophie Juliane Friederike Gräfin Dönhoff
- Kleinrössen: Ella Lettre
- Königs Wusterhausen: Emma Pufahl
- Kunersdorf: Frauen von Friedland (Helene Charlotte von Lestwitz und Henriette Charlotte von Itzenplitz)
- Lauchhammer: Benedicta Margaretha Freifrau von Löwendal
- Lehnitz: Frieda Glücksmann[14]
- Lehnin: Diakonissen – Kloster Lehnin
- Mühlberg/Elbe: Agnes Bircke von der Duba
- Mühlberg/Elbe: Elise Fontane
- Nennhausen: Caroline de la Motte Fouqué
- Neuruppin: Eva Strittmatter
- Niederwerbig: Annemirl Bauer
- Niemegk: Hedwig Rösemann
- Oranienburg: Frieda Glücksmann
- Potsdam: Anne Marie Baral
- Potsdam: Clara Hoffbauer
- Potsdam: Johanna Just
- Potsdam: Käthe Pietschker
- Potsdam-Babelsberg: Gisela Opitz
- Potsdam-Babelsberg: Emilie Winkelmann
- Reckahn: Christiane Louise von Rochow
- Rheinsberg: Else Weil
- Schwedt/Oder: Dorothea von Holstein-Glücksburg
- Seehausen: Zisterzienserinnen vom Kloster Marienwerder
- Templin: Erna Taege-Röhnisch
- Velten: Emma Ihrer
- Zernikow: Caroline Marie Elisabeth von Labes

### Niedersachsen
- Achim: Cato Bontjes van Beek

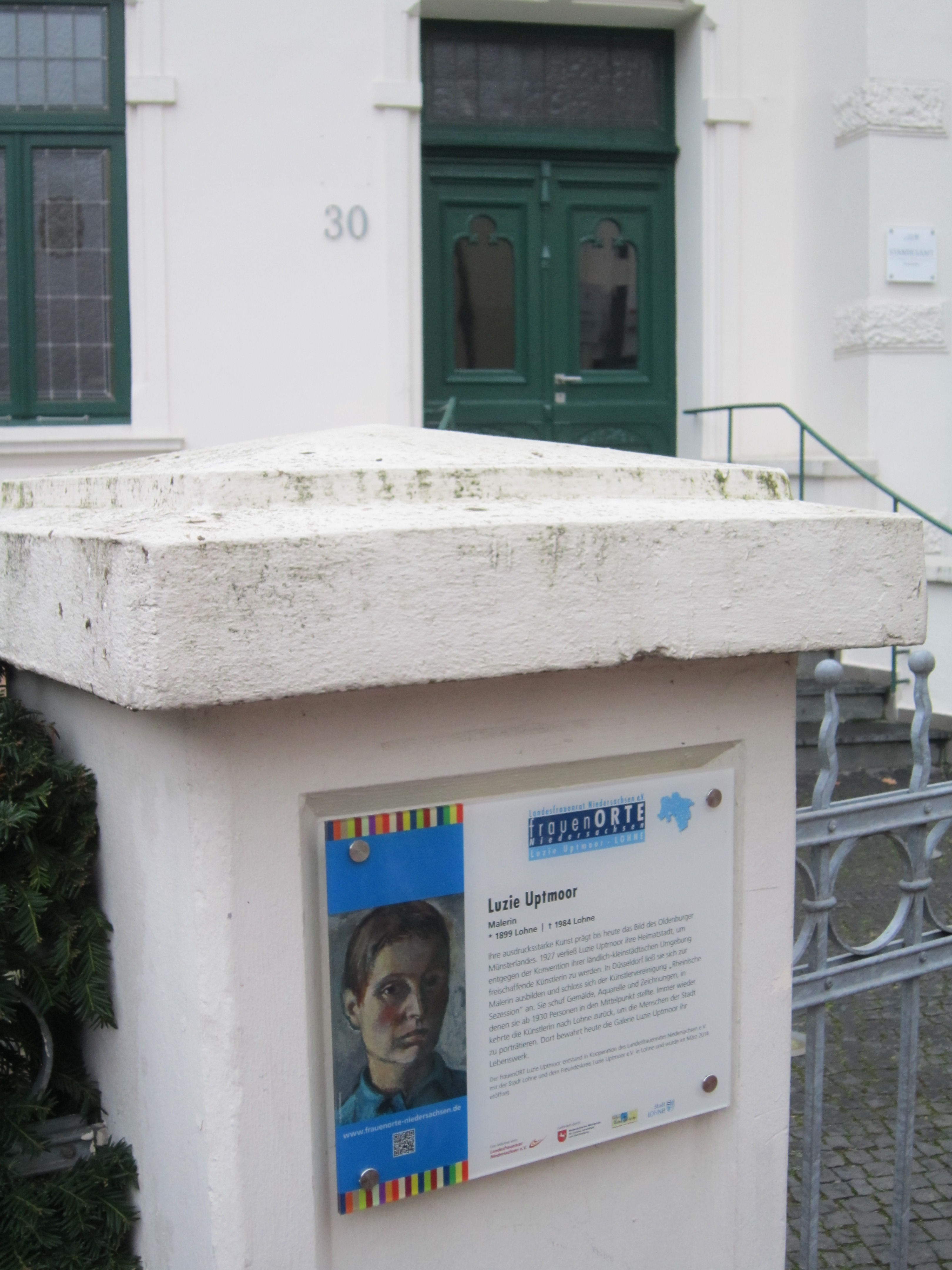
Tafel am Haus Uptmoor in Lohne, in dem Luzie Uptmoor aufwuchs

- Agathenburg: Aurora von Königsmarck
- Aurich: Ingrid Buck
- Bad Gandersheim: Roswitha von Gandersheim
- Bad Pyrmont: Theanolte Bähnisch
- Bevern: Paula Tobias
- Braunschweig: Martha Fuchs
- Braunschweig: Minna Faßhauer
- Braunschweig: Ricarda Huch
- Bückeburg: Fürstin Juliane in Bückeburg
- Celle: Eleonore d’Olbreuse
- Cuxhaven: Greten Handorf
- Dannenberg (Elbe): Eleonore Prochaska
- Delmenhorst: Ruth Müller
- Diepholz: Frieda Duensing
- Emden: Antje Brons
- Esens: Sara Oppenheimer
- Ganderkesee: Dora Garbade
- Göttingen: Dorothea Schlözer
- Goslar: Katharina von Kardorff-Oheimb
- Hannover: Ada Lessing
- Hannover: Mary Wigman
- Hann. Münden: Herzogin Elisabeth von Braunschweig-Calenberg-Göttingen
- Haren (Ems): Schwester Kunigunde
- Helmstedt: Charlotte von Veltheim
- Hildesheim: Elise Bartels
- Jever: Maria von Jever
- Kloster Mariensee: Odilie von Ahlden[15]
- Königslutter am Elm: Kaiserin Richenza
- Krummhörn: Hermine Heusler-Edenhuizen
- Leer (Ostfriesland): Wilhelmine Siefkes
- Lohne (Oldenburg): Luzie Uptmoor
- Lüchow: Marianne Fritzen
- Lüneburg: Elisabeth Maske
- Melle: Ilsa Losa
- Messingen (Emsland): Mathilde Vaerting
- Nienburg/Weser: Susanna Abraham
- Norden (Ostfriesland): Recha Freier
- Nordenham: Emy Rogge
- Obernkirchen: Agnes von Dincklage
- Oldenburg: Helene Lange
- Osnabrück: Cilli-Maria Kroneck-Salis
- Peine: Hertha Peters
- Rotenburg (Wümme): Helene Hartmeyer
- Uelzen: Henriette Praesent
- Verden (Aller): Anita Augspurg
- Walsrode: Hermine Overbeck-Rohte
- Wolfenbüttel: Henriette Schrader-Breymann
- Wolfsburg: Sibylle von Schieszl
- Worpswede: Paula Modersohn-Becker

### Nordrhein-Westfalen
- Arnsberg: Csilla Freifrau von Boeselager
- Bielefeld: Anne-Marie Morisse, Else Zimmermann
- Bochum: Ursula Schafmeister
- Bonn: Elisabeth Selbert, Johanna Elberskirchen, Maria von Linden, Frieda Mager, Sybille Cronenberg, Katharina Bayerwaltes
- Dortmund: Marie Reinders
- Essen: Mathilde, Äbtissin von Essen
- Gelsenkirchen: Helene Badziong, Elisabeth Hennig, Elisabeth Nettebeck
- Helmern: Maria Anna Benedicta von Spiegel
- Hiddenhausen: Christel Schikowski, Dorothea Meier
- Höxter: Anja Niedringhaus
- Köln: Freya von Moltke
- Krefeld: Anna Tervoort
- Leopoldshöhe: Dora Hohlfeld, Ilse Häfner-Mode
- Recklinghausen: Anneliese Schröder
- Schwerte: Luise Elias, Sophie Ludwig
- Solingen: Bettina Heinen-Ayech[16]
- Vlotho: Annemarie von Lengerke
- Wesseling: Katharina Kasper
- Wuppertal: Cläre Tisch, Else Lasker-Schüler, Regina Bruce
- Wülfrath: Margarethe Müllemann

### Sachsen

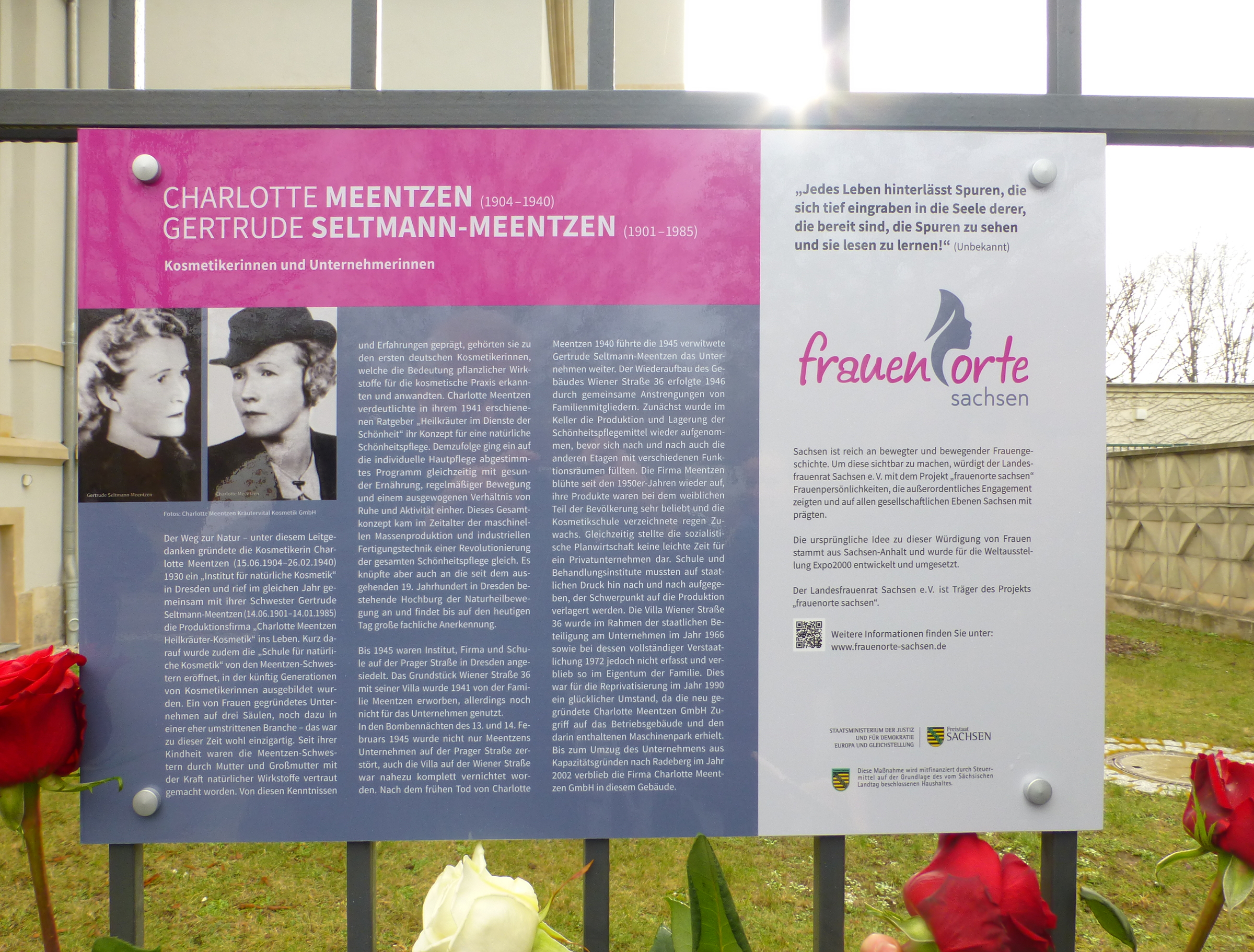
Ehrentafel für Charlotte Meentzen und Gertrude Seltmann-Meentzen, Dresden, 26. Februar 2020

- Annaberg-Buchholz: Barbara Uthmann, Unternehmerin

- Bad Düben: Louise Hauffe, Konzertpianistin
- Bautzen: Christel Ulbrich, Tanztherapeutin
- Borna: Martha Schrag, Malerin und Grafikerin
- Chemnitz: Ernestine Minna Simon, Textilarbeiterin und Streikführerin
- Chemnitz: Marie Luise Pleißner, Frauenrechtlerin, Friedensaktivistin
- Chemnitz: Marianne Brandt, Formgestalterin, Fotografin
- Chemnitz: Irmtraud Morgner, Schriftstellerin
- Crottendorf: Freya Graupner, Unternehmerin
- Doberschau-Gaußig: Marie Simon, Pionierin der beruflichen Krankenpflege in Sachsen, Wegbereiterin des Roten Kreuzes in Sachsen
- Dresden: Elfriede Lohse-Wächtler, Malerin
- Dresden: Marie Stritt, Schauspielerin, Frauenrechtlerin, Politikerin

- Dresden: Melitta Bentz, Erfinderin, Unternehmerin

- Dresden: Charlotte Meentzen und Gertrude Seltmann-Meentzen, Unternehmerinnen, Begründerinnen der Naturkosmetik
- Dresden: Lili Elbe, Malerin
- Dresden: Gertrud Wiegandt und Johanna Wiegandt, Mathematikerinnen und Pionierinnen der Dresdner Universitätsgeschichte
- Ehrenfriedersdorf: Elisabeth Ahnert, Malerin und Textilkünstlerin
- Eibenstock: Clara Angermann, Unternehmerin
- Freiberg: Elfriede Vey, Radrennsportlerin
- Freital: Wilhelmine Reichard, Erste Ballonfahrerin Deutschlands
- Freital: Marianne Bruns, Schriftstellerin und Dichterin
- Görlitz: Mira Lobe (Hilde Mirjam Lobe), Kinder- und Jugendbuchautorin
- Hoyerswerda: Brigitte Reimann, Schriftstellerin
- Kleinwelka: Schwesternhaus Kleinwelka, Wohn- und Arbeitsstätte für Mädchen und ledige Frauen der Herrnhuter Brüdergemeine
- Königshain-Wiederau: Clara Zetkin, Politikerin, Friedensaktivistin und Frauenrechtlerin
- Leipzig: Henriette Goldschmidt, Sozialpädagogin, Mitbegründerin der deutschen Frauenbewegung
- Leipzig: Angelika Hartmann, Pädagogin und Kindergärtengründerin
- Leipzig: Käthe Windscheid, erste deutsche promovierte Philologin
- Leipzig: Clara Schumann, Pianistin, Komponistin und Klavierpädagogin
- Leipzig: Auguste Schmidt, Schulvorsteherin und Mitbegründerin der ersten deutschen Frauenbewegung
- Meißen: Louise Otto-Peters, Schriftstellerin, Mitbegründerin der deutschen Frauenbewegung
- Meißen: Katharina Schroth, Handelsschullehrerin und Pionierin der Dreidimensionalen Skoliosebehandlung
- Moritzburg: Käthe Kollwitz, Grafikerin und Bildhauerin
- Radeberg: Agathe Zeis, Unternehmerin, Pädagogin, Pionierin der deutschen Camembert-Herstellung
- Radebeul: Christa Mannfeld-Hartung, Kinderärztin
- Radibor: Maria Grollmuß, Publizistin und Widerständlerin
- Schneeberg: Rosina Schnorr, Montanunternehmerin
- Siebenlehn: Amalie Dietrich, Naturforscherin, Botanikerin, Zoologin und Forschungsreisende
- Stollberg: Frieda Freise, Bezirkswohlfahrtsärztin, Stadtschulärztin und Vorkämpferin für eine Mütterschule
- Wiederau: Clara Zetkin, Politikerin, Friedensaktivistin und Frauenrechtlerin
- Zittau: Lisa Tetzner, Märchenerzählerin und Kinderbuchautorin
- Zwickau: Gertrud Klara Rosalie Schubart-Fikentscher, Juristin und Rechtshistorikerin
- Zwickau: Bertha von Groitzsch, Klosterstifterin

### Sachsen-Anhalt

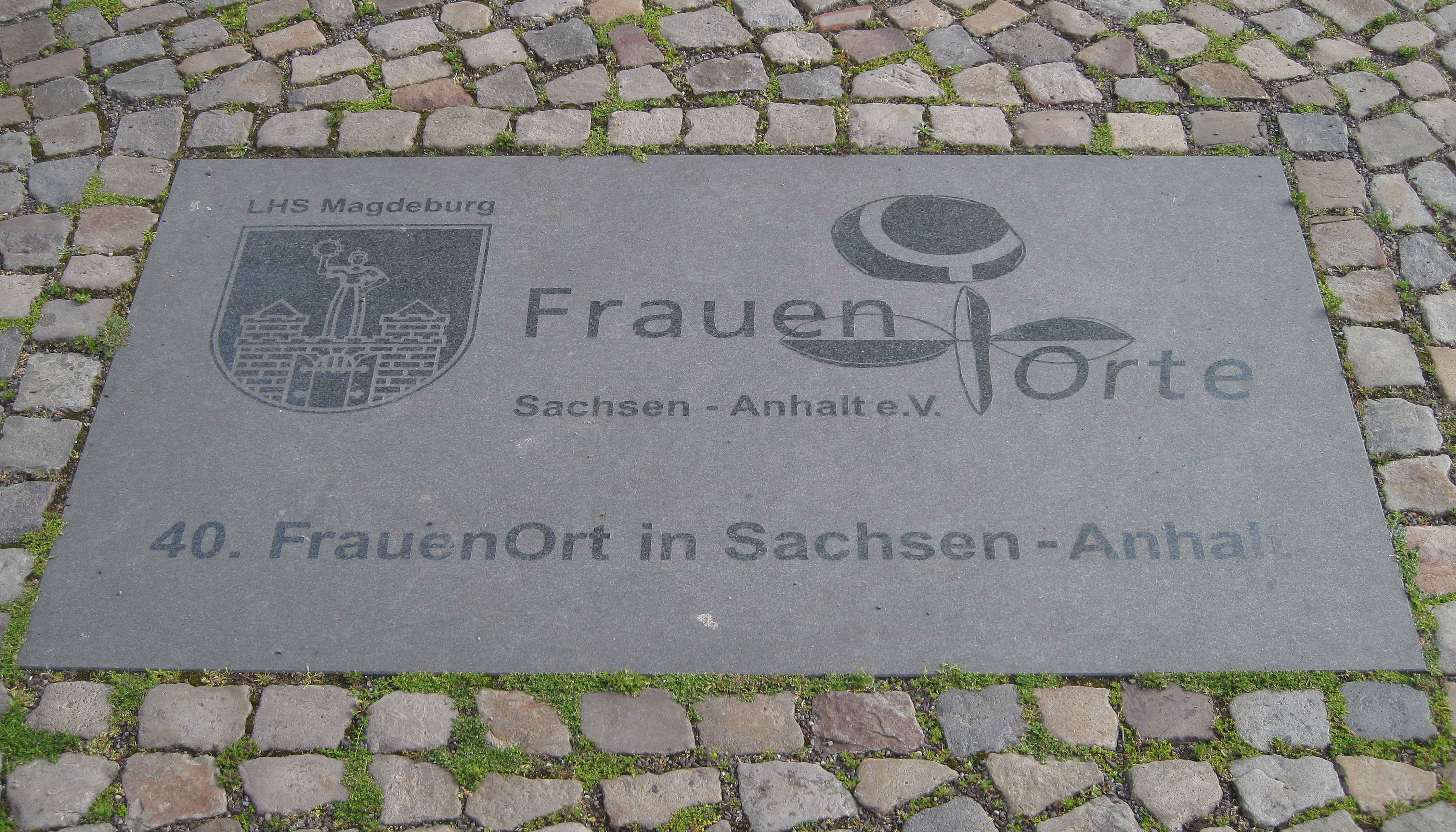
Hinweistafel FrauenOrte Sachsen-Anhalt

- Aschersleben: Arbeiterinnen und Zwangsarbeiterinnen der Firma Bestehorn
- Bad Kösen: Käthe Kruse
- Bernburg: Opfer der NS-„Euthanasie“
- Dessau-Roßlau: Louise Henriette Wilhelmine von Anhalt-Dessau
- Dessau-Roßlau: Margarethe von Anhalt-Dessau und Henriette Catharina von Anhalt-Dessau
- Dessau-Roßlau: Marie Kettmann, Antonie Buchheim, Emilie Henze und Frieda Fiedler (Abgeordnete des Anhalter Landtags)
- Dessau-Roßlau: Frauen am Bauhaus Dessau
- Diesdorf: Altmärkische Bäuerinnen, Freilichtmuseum Diesdorf
- Droyßig: Evangelische Elementarschullehrerinnen, CJD Christophorusschule Droyßig (ehemalige Droyßiger Anstalten)
- Drübeck: Kloster und Damenstift Drübeck (u. a. Anna Freiin von Welck)
- Freyburg (Unstrut): Elisabeth von Thüringen
- Gernrode: Elisabeth von Weida und Wildenfels und Anna Reuss von Plauen (Äbtissinnen des freiweltlichen Damenstifts Gernrode in der Reformationszeit)
- Halberstadt: Bollmann’s Gaststätte (Johanna Bollmann und Minna Bollmann)
- Halberstadt: Anna Louisa Karsch
- Haldensleben: Gabriele Reuter
- Halle (Saale): Diakonissen-Mutterhaus, Diakoniewerk Halle
- Halle (Saale): Frauen an der Kunstschule Burg Giebichenstein / heutige Kunsthochschule Halle (u. a. Marguerite Friedlaender, Maria Likarz)
- Halle (Saale): Jenaisches Freiweltliches Adeliges Fräuleinstift (u. a. Franziska von Bernartre)
- Halle (Saale): Erste Geburtshilfliche Klinik, Neue Residenz
- Halle (Saale): Kongregation der Schwestern von der heiligen Elisabeth
- Helfta: Mystikerinnen im Zisterzienserinnen-Kloster St. Marien (u. a. Gertrud von Helfta)
- Kemberg: Ernestine Christine Reiske
- Köthen: Maria Barbara Bach
- Köthen: Angelika Hartmann
- Leuna: Arbeiterinnen in den Leunawerken
- Leuna: Kindergarten „Am Sonnenplatz“
- Lutherstadt Wittenberg: Katharina von Bora
- Magdeburg: Ottonische Herrscherinnen (Editha, Adelheid und Theophanu)
- Magdeburg: Mechthild von Magdeburg
- Merseburg: Abgeordnete des Landtages der preußischen Provinz Sachsen (u. a. Hedwig Machlitt, Frieda Lehmann, Malita von Runstedt und Flora Franken)
- Nebra (Unstrut): Hedwig-Courths-Mahler (Heimathaus/Archiv)
- Neinstedt: Johanne Philippine Nathusius
- Neinstedt: Marie Nathusius
- Oranienbaum: Henriette Catharina von Oranien-Nassau
- Prettin: Insassinnen des NS-KZ Lichtenburg (u. a. Paula Billstein, Lotti Huber und Olga Benario)
- Prettin: Witwensitz für kursächsische Fürstinnen, Schloss Lichtenburg
- Quedlinburg: Dorothea Erxleben (Geburts- und Sterbehaus)
- Quedlinburg: Freiweltliches Damenstift (u. a. Mathilde von Quedlinburg, Maria Aurora von Königsmarck)
- Salzwedel: Ehemaliges Frauen-Außenlager Salzwedel des KZ Neuengamme
- Salzwedel: Museen des Altmarkkreises, Jenny-Marx-Haus
- Sangerhausen: Jutta von Sangerhausen
- Schönebeck (Elbe): Opfer von Hexenprozessen (u. a. Ursula Penning, Katharina Heitmann, Anna Bohmann, Anna Henning)
- Stendal: Frieda Menshausen-Labriola
- Stolberg (Harz): Juliana zu Stolberg
- Tangermünde: Grete Minde
- Weißenfels: Friederike Caroline Neuber

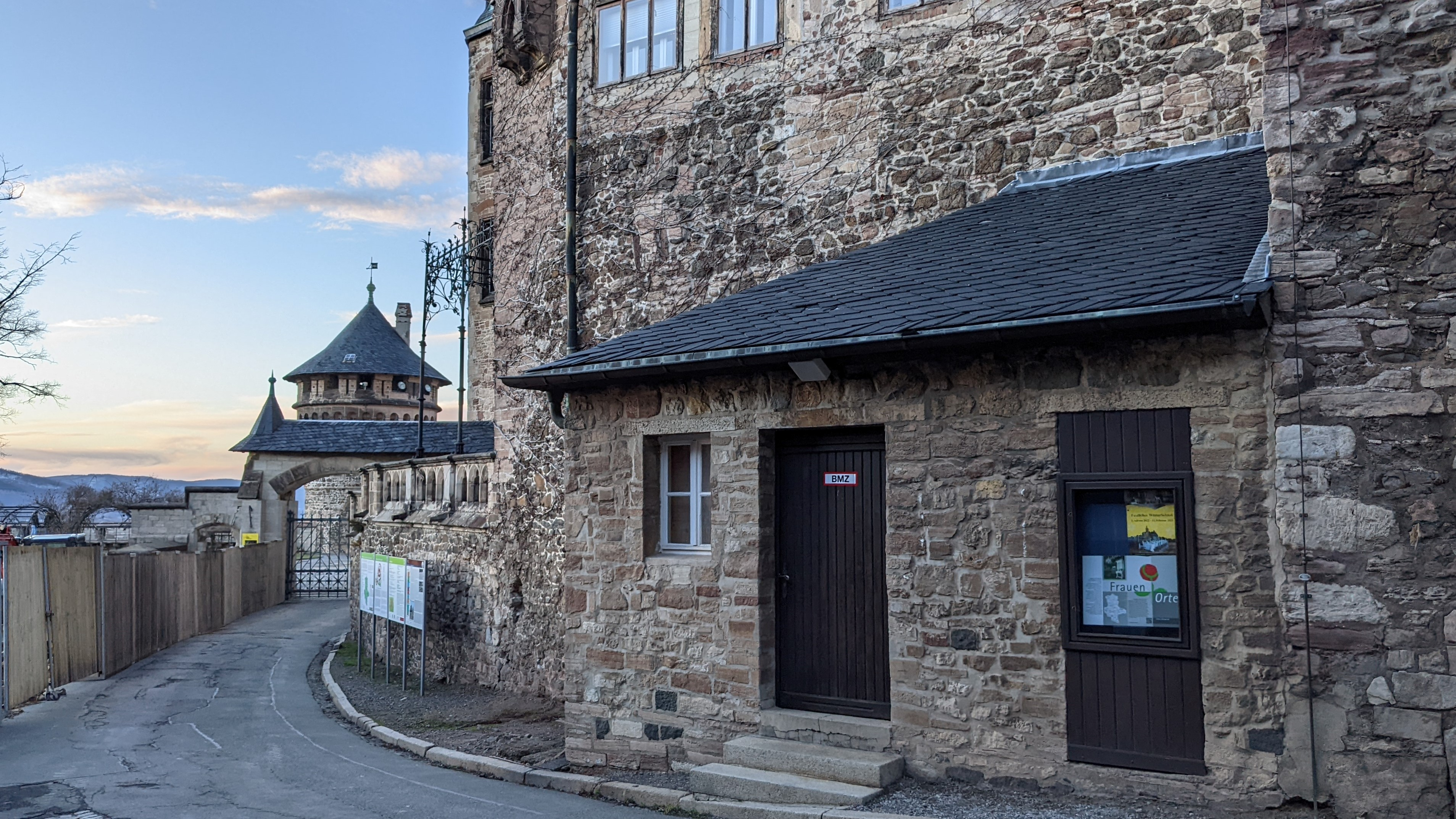
Informationstafel für Anna zu Stolberg-Wernigerode im Schlossaufgang

- Wernigerode: Anna zu Stolberg-Wernigerode
- Wolfen: Arbeiterinnen in der Filmfabrik, heutiges Industrie- und Filmmuseum Wolfen
- Zerben: Elisabeth von Ardenne, geb. Freiin von Plotho
- Zerbst: Jenny Hirsch
- Zerbst: Sophie Auguste Friederike von Anhalt-Zerbst (spätere Zarin Katharina II. von Russland) und weitere regionale Frauenpersönlichkeiten
- Zörbig: Kindertagesstätte „Rotkäppchen“ (älteste noch als solche existierende Kindereinrichtung Deutschlands)